# Neutrogena

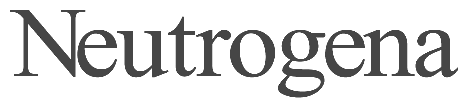
logótipo

Neutrogena é uma marca americana de produtos para a pele e cabelos. Foi fundada em 1930 por Emanuel Stolaroff, e era inicialmente conhecida como Natone. Em 1994, foi comprada pela Johnson & Johnson. Seus produtos são vendidos internacionalmente.
A marca já teve como garotas-propaganda artistas bem conhecidas como Vanessa Hudgens, Jennifer Garner, Jennifer Love Hewitt, Mandy Moore, Josie Bissett, Julie Bowen, Angie Harmon, Connie Nielsen, Kristin Kreuk, Mischa Barton, Jennifer Freeman, Gabrielle Union, Hayden Panettiere, Susie Castillo e Miranda Cosgrove, Margot Robbie.